# Odette Nicoletti
Odette Nicoletti (Napoli, 25 luglio 1941) è una costumista italiana.

## Biografia

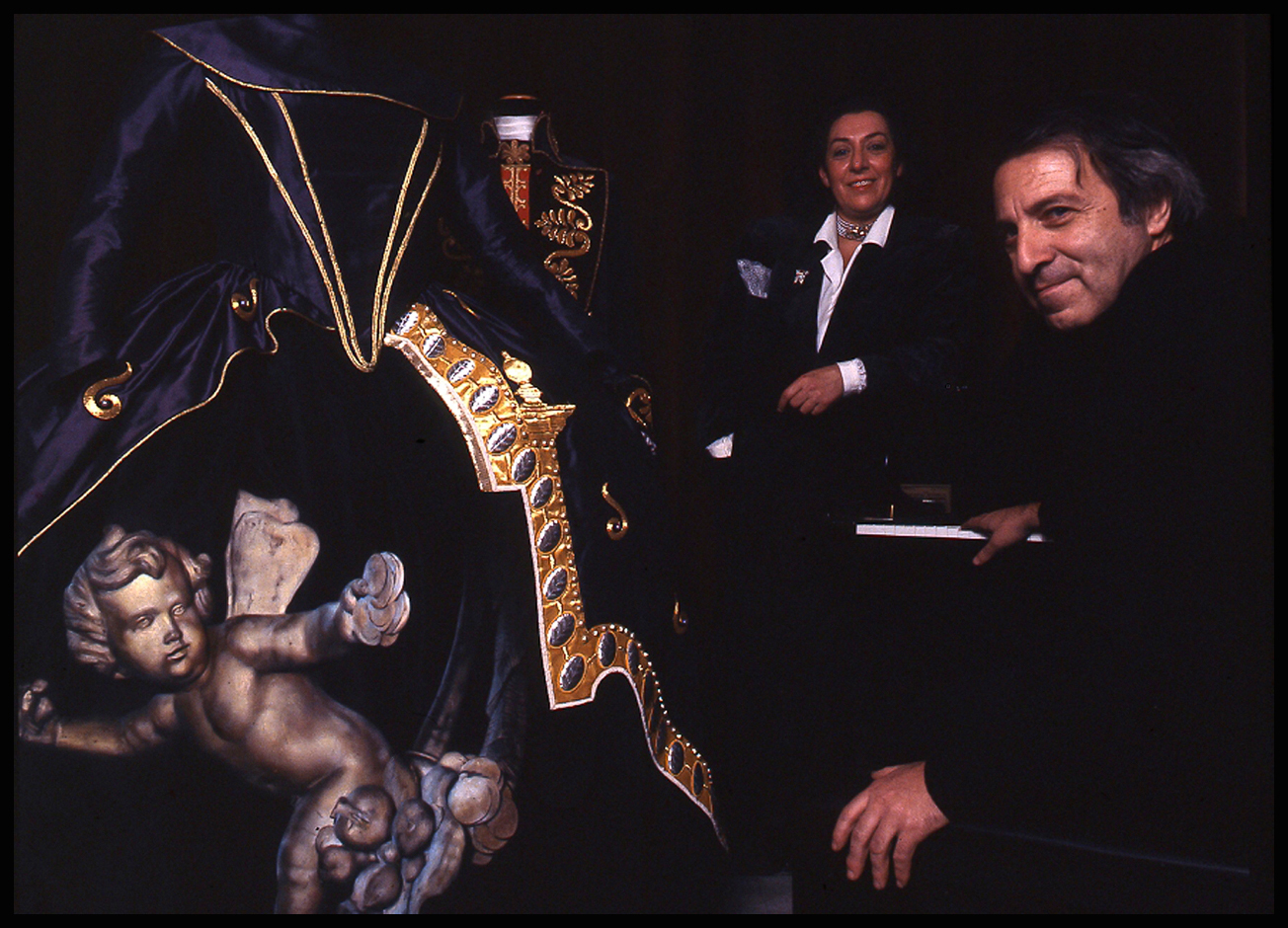
Odette Nicoletti, i suoi costumi, e Roberto De Simone

Si è diplomata all'Accademia di Belle Arti di Napoli ed ha disegnato i costumi di numerose opere liriche rappresentate nei principali del mondo, come Il barbiere di Siviglia, La Cenerentola, Così fan tutte, Don Giovanni, Falstaff, Il flauto magico, Idomeneo, Lohengrin, Nabucco, Orfeo ed Euridice, Otello.
Sul palcoscenico ha anche sviluppato una stretta collaborazione con Roberto De Simone, per il quale ha realizzato i costumi de  Il Flaminio, La canzone di Zeza, La Gatta Cenerentola, Mistero napolitano, Opera buffa del giovedì santo, Pulcinellata, oltre alle opere liriche dirette dal maestro.
Al cinema ha lavorato accanto ad Ettore Scola, per cui ha disegnato i costumi dei film Il viaggio di Capitan Fracassa (per cui ha ricevuto il Nastro d'argento ed il Ciak d'oro), La cena e Concorrenza sleale.
Nel 1987 le sono stati commissionati i costumi della Festa teatrale, grande evento organizzato per celebrare i 250 anni del Teatro San Carlo. Queste creazioni, fra le più preziose mai realizzate, sono considerate irripetibili e si trovano ora esposte nel museo storico del massimo teatro napoletano.
Sempre a Napoli, nel 1984 le è stata dedicata la mostra Odette Nicoletti per il teatro, ospitata in Castel dell'Ovo.

## Premi e riconoscimenti
- Ciak d'oro
  - 1991 - Migliori costumi per Il viaggio di Capitan Fracassa[1]